# Verónica Cuadrado
Verónica María Cuadrado Dehesa (født 8. marts 1979 i Santander) er en spansk tidligere håndboldspiller, der sidst spillede i Randers HK. Hun spillede en lang årrække på det spanske landshold.

## Karriere

### Landshold
Med landsholdet var hun med til at vinde EM-sølv i 2008 og VM-bronze i 2011. 
Hun var desuden med for Spanien ved OL 2012 i London, hvor holdet i semifinalen tabte til Makedonien, men efterfølgende sikrede sig bronzen med sejr over Sydkorea, mens Makedonien fik sølv efter finalenederlag til Norge.